# Marton László (rendező)
Marton László (Budapest, 1943. január 6. – Budapest, 2019. szeptember 12.) Kossuth- és Jászai Mari-díjas magyar színházrendező, színigazgató, érdemes és kiváló művész. Rendezéseit 2017-ig több mint 40 országban játszották világszerte. 2017-ben szexuális zaklatási ügyekben léptek fel ellene, ezután felmentették állásaiból, később visszavonult a közélettől.

## Élete
Nagypolgári családban született Budapesten. Bérmakeresztapja Ferencsik János volt. Édesapja egy külkereskedelmi vállalatnál dolgozott. Szülei elváltak és mindketten újraházasodtak, nevelőapja Klimes Károly idegsebész-tanár volt. Egy féltestvér húga és egy nővére van. Első felesége Tálas Kati manöken volt. Nős, felesége Csikós Virág. Három gyermeke van, fiai, Ferenc és György a '90-es években születtek, a legfiatalabb lánya, Ilona.
Gyerekkorát előbb Pasaréten töltötte, majd a Horánszky utca környékén nőtt fel. Szüleivel rendszeresen járt színházba, de őt ekkor még inkább a zene érdekelte, zongorázni tanult. Eleinte még karmester szeretett volna lenni. Középiskolába a Mikszáth Kálmán téri piarista gimnáziumba járt. Magyartanára, Fekete Antal szerettette meg vele igazán az irodalmat. Működött ott egy irodalmi kör, amiben rendező lett. Itt fogalmazódott meg benne, hogy felvételizzen a Színművészeti Főiskolára. Először nem vették fel a káderlapja miatt, de elszegődött kisegíteni a József Attila Színházba, ahol díszítőként, világosítóként, a rendezőasszisztens segítőjeként és az ügyelő asszisztenseként is dolgozott. Egy év múlva jelentkezett a jogi egyetemre, ahova egy évig járt. Évfolyamtársai voltak itt Adamis Anna és Halász Péter. De amint indult rendező szak, újra felvételizett a Színművészeti Főiskolába.
A Színház- és Filmművészeti Főiskola színházrendező szakán Nádasdy Kálmán osztályában 1968-ban végzett. Eredetileg operarendezőnek készült, így még főiskolásként bekerült – Nádasdy-növendékként és zenei előképzettsége miatt – az Operaházba asszisztensként, de itt nem érezte jól magát. Ezután osztályvezető tanára javaslatára a Vígszínházhoz került. Rendezőasszisztens volt többek között Horvai István mellett. A vizsgarendezése után Várkonyi Zoltán szerződtette. 1979 és 1985 között főrendezőként dolgozott itt. Újító szellemet vitt a Vígszínházba, elsősorban új magyar musicalekkel (Képzelt riport egy amerikai popfesztiválról, Harmincéves vagyok), amikkel a fiatalok felé nyitott, a számukra vonzó szórakoztató műfajjal és az ezekbe csempészett közéleti tematikával. Radnóti Zsuzsa szinte minden rendezésében részt vett fiatal rendező kora óta dramaturgként, ő irányította Marton figyelmét a magyar drámaírókra.
1985-től 2009. január 31-éig mint igazgató-főrendező működött. Nevéhez fűződik a Vígszínház 1994-es teljes felújításának lebonyolítása, 2003-ban pedig színigazgatóként elnyerte a civil szféra leginspirálóbb vezető személyisége díjat. Igazgatásának első felében az úgynevezett „kaposvári iskolát”, így például Ascher Tamást, Gothár Pétert és Mohácsi Jánost hívta meg, majd a színházban időközben kinevelődött új színész-rendezőgeneráció is teret kért magának. Így Rudolf Péter, Eszenyi Enikő és Hegedűs D. Géza rendezői jelenléte is vezetése alatt kezdődött, sor került Alföldi Róbert debütálására, Forgács Péter, Rusznyák Gábor, Simon Balázs, Keszég László és Réthly Attila pedig „vígszínházi rendezőkké” avanzsáltak. Kísérletezéseiket a Házi Színpad megnyitása segítette. A Vígszínházat az évek során számos amerikai színházi vezető is meglátogatta és kulturális csereprogramok alakultak ki a fiatal generációk számára, többek között az ECETI (Eastern and Central European Theatre Initiative) program keretében. 2009. február 1-jétől 2017-ig ismét mint főrendező dolgozott a Vígszínháznál.
Külföldi rendezői karrierje 1974-ben kezdődött, amikor Fritz Bennewitz elhívta a kelet-német weimari Deutsches Nationaltheaterbe, hogy ott is állítsa színpadra a Képzelt riport egy amerikai popfesztiválról című musicalt. A darab sikerei által rá irányuló figyelem hatására Kai Saviola, a helsinki Nemzeti Színház igazgatója, miután látta a Vígszínházban A nők iskolája rendezését, 1976-ban felkérte, nála is rendezze meg a Molière-előadást. Ezek után számos külföldi színház kérte még fel vendégrendezőnek, nagy sikerrel dolgozott Detmoldban, Louisville-ben, Chicagóban, Tel-Avivban, valamint Kanada és Németország több városában is. Rendezéseit több mint 40 országban játszották világszerte.
A budapesti Színház- és Filmművészeti Egyetemen 1969-től oktatott színészmesterséget, majd egyetemi tanár és társ-osztályvezető lett. Színházrendezést tanít, mesteriskolák és workshopok előadója az Amerikai Egyesült Államokban, Kanadában, Angliában, Izraelben. A következő intézményekbe hívták vendégprofesszornak: University of North Carolina (USA), Soulpepper Academy (Toronto, Kanada), Rough Magic Seeds 2 mentorprogram (Dublin, Írország), Cork University (Cork, Írország). Az évek során tanított, illetve mesterkurzust tartott Cambridge-ben, Oxfordban, a Yale Egyetemen, Knoxville-ben, Vancouverben, az Észak-karolinai Egyetemen, Torontóban, Chicagóban és Németország több városában is. 1990-től a londoni Guildhall School of Music and Drama Honorary Membernek (tiszteletbeli tagnak) választotta, 1997 novemberétől az amerikai Society of Stage Directors and Choreographers fogadta tagjai sorába, elsőként a magyar színrendezők közül. Magyar és külföldi tanítványai között nemcsak színészek vannak, de szerepelnek a sorban színigazgatók, rendezők is.
1999-ben szerezte meg doktori fokozatát.

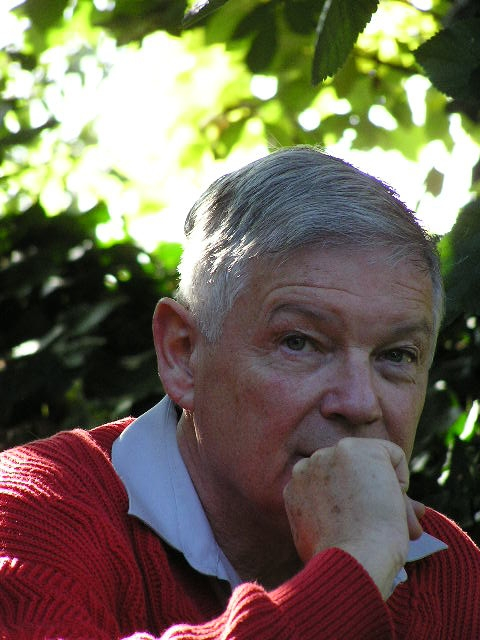
2003-ban

Rendezői pályájáról két angol nyelvű kötet jelent meg: 2000-ben a László Marton, theatre director című könyv, 2006-ban pedig a Backlight című kötet, mely a Csehov- és Ibsen-rendezéseiről szól és teljes tengerentúli pályáját is feldolgozza. 2017 nyarán mutatták be a Park kiadó felkérésére az Orosz Ildikó írta életrajzi könyvet Összpróba. Múzsák és mesterek, avagy egy rendező emlékezései címmel, amelyben Marton személyes emlékein keresztül a Rákosi- és Kádár-korszak kultúrpolitikájának történései, anekdoták, családi és szakmai visszaemlékezések elevenednek fel.
2017. október 14-én Sárosdi Lilla színésznő nyilatkozatot tett, miszerint Marton 20 évvel korábban szexuális együttlétre akarta kényszeríteni őt. Marton László 19-én közleményben tagadta ennek valóságtartalmát, és az ügy kivizsgálásáig felfüggesztette oktatói tevékenységét, illetve lemondott főrendezői állásáról. Ezt követően többen is szexuális zaklatással vádolták. Egy héttel első közleménye után Marton László bocsánatot kért, ha olyat tett vagy úgy viselkedett, amivel megsértette, nehéz helyzetbe hozta az érintetteket, továbbá rendelkezésre áll a  meghallgatásokkal kapcsolatban, amit Sárosdi Lilla a nyilvánosság előtt azonnal elfogadott. A Vígszínház másnap, hangsúlyozva, hogy „a döntés nem jelent, nem jelenthet ítélkezést egy gazdag művészi életút felett”, kezdeményezte Marton munkaviszonyának megszüntetését. Az események után a torontói Soulpepper Színház is vizsgálatokat folytatott. 2017. október 31-én a torontói Soulpepper Színház és Akadémia nyilvánosságra hozta, hogy belső vizsgálat során feltártak két korábbi zaklatási esetet, mely nyomán a színházban évtizedek óta jelentőséggel bíró oktató-rendező munkaviszonyát 2016-ban azonnali hatállyal felmondták – addig ezt az intézmény belügyeként kezelték, de a magyarországi esetek nyomán egy új, független vizsgálatot indítottak, más ügyek felderítésével kapcsolatban is.
Már 2018 márciusában két felkérést is kapott, hogy újra rendezzen, majd 2019. február 8-án a Veszprémi Petőfi Színházban mutatták be rendezésében Molière Tartuffe-jét. 2018 augusztusában lezárult a Színház- és Filmművészeti Egyetemen indított belső vizsgálat arról, hogy Marton László egyetemi tanárként visszaélt-e a hatalmával. E szerint az egyetemre semmilyen bejelentés nem érkezett a tanári pozíciójával való visszaélésről, a 3. évfolyamos színész osztály hallgatói pedig önkéntes nyilatkozatot adtak arról, hogy tanulmányaik során soha nem tapasztaltak semmiféle zaklatást, hatalommal való visszaélést osztályfőnökük részéről. „Az egyetem polgárai ugyanakkor végletesen megosztottak a személyét és az ügyét illetően, akárcsak a közvélemény”, nyilatkozta Bagossy László igazgató 2018 májusában, aki ezek miatt sem támogatta a tanár 2016–2017-es tanév végén lejárt szerződésének meghosszabbítását.
Hosszan tartó, súlyos betegség után 2019. szeptember 12-én hunyt el.

## Főbb rendezései
Főbb rendezései a következők:
- Feydeau: Bolha a fülbe
- Déry–Presser: Képzelt riport egy amerikai popfesztiválról
- Molière: A nő
- Hernádi: Királyi vadászat
- Fejes–Presser: Jó estét nyár, jó estét szerelem!
- Kleist: Homburg hercege
- Bulgakov: Őfelsége komédiása
- Szörényi-Bródy-Sarkadi: Kőmíves Kelemen
- Shakespeare: Szentivánéji álom
- Shakespeare: II. Richárd
- Presser–Sztevanovity D.–Horváth P.: A padlás
- Shakespeare: III. Richárd
- Spiró–Másik: Ahogy tesszük
- Miller: Közjáték Vichyben
- Zágon–Somogyi–Eisemann: Fekete Péter
- Békés–Theatre du Compagnole: Össztánc
- Terence McNally: Mesterkurzus
- Gurney: Sylvia
- Kern–Presser: Szent István körút 14.
- Esterházy–Igó–Rácz: Egy nő
- 2009 - Soulpepper - Ferenc Molnar: The Guardsman
- Anton Csehov: Ványa bácsi (Vígszínház , 2010)
- Soulpepper Window on Toronto
- Soulpepper Ivan Turgenev: A Month int the Country
- 2011.Vígszínház Lengyel Menyhért:To Be or Not To Be
- Soulpepper David Mamet: Oleanna
- 2012.Pesti Színház Spiró György: Príma környék
- Pesti Színház David Ives: Venus in Fur
- 2013 Rózsavölgyi Szalon Spiró György : The Black Out
- Soulpepper Mihail Bulgakov: The Royal Comedians
- 2014.Soulpepper Jean Baptiste Molière: Tartuffe
- Pesti Színház William Shakespeare: Twelfth Night
- Pesti Színház György Spiro : Kvartett
- 2016-17 Vígszínház Molnár Ferenc: A Pál utcai fiúk

## Díjai, kitüntetései
- Jászai Mari-díj (1975)[51]
- Plovdivi Nemzetközi Tévéfesztivál díja (1982)
- Veszprémi Tévéfesztivál Különdíja (1982)
- Érdemes művész (1984)
- Gyermekekért Díj (1985)
- Magyar Építész Kamara díja (1985)
- Kiváló művész (1990)
- Dora Mavor Moore-díj /a torontói Három nővér rendezéséért/ (1992)
- Roboz Imre-díj (1994)
- Podmaniczky-díj (1994)
- Budapestért díj (1994)[52]
- A Magyar Köztársasági Érdemrend középkeresztje (1994)
- Harsányi Zsolt-díj (1998)
- Hevesi Sándor-díj (2000)
- Dora Mavor Moore-díj /legjobb rendező és legjobb előadás a torontói Platonov előadásért/ (2000)
- TMI Hungary-díj (2002)
- a civil szféra leginspirálóbb vezető személyisége díj (2003)[10]
- Kossuth-díj (2003)
- Az Irish Times legjobb rendezőnek járó díja (2004)
- Budapest XVIII. kerületének díszpolgára (2009)
- A Magyar Köztársasági Érdemrend középkeresztje a csillaggal (2009)
- Prima Primissima díj (2016)[53]